# Klášterská Lhota (przystanek kolejowy)
Klášterská Lhota – przystanek kolejowy w miejscowości Klášterská Lhota, w kraju hradeckim, w Czechach. Znajduje się na wysokości 380 m n.p.m.
Jest zarządzany przez Správę železnic. Na przystanku nie ma możliwości zakupu biletów, a obsługa podróżnych odbywa się w pociągu.

## Linie kolejowe
- 040 Chlumec nad Cidlinou - Trutnov